# Chaneins
Chaneins település Franciaországban, Ain megyében. Lakosainak száma 1041 fő (2022. január 1.). Chaneins Baneins, Francheleins, Montceaux, Peyzieux-sur-Saône, Saint-Trivier-sur-Moignans és Valeins községekkel határos.

## Népesség
A település népességének változása:
| Lakosok száma | 411  | 420  | 478  | 833  | 847  | 881  | 910  | 927  | 965  | 1041 |
|               | 1968 | 1982 | 1990 | 2006 | 2013 | 2015 | 2017 | 2019 | 2020 | 2022 |